# HANBIT-TLV
HANBIT-TLV é um foguete sul-coreano, desenvolvido pela Startup Innospace Corp, para testar as tecnologias de propulsão hibrida em voo, tendo voado pela primeira e única vez em 19 de Março de 2023 levando abordo o SISNAV, Sistema de Navegação Inercial, desenvolvido pelo Instituto de Aeronáutica e Espaço.
Após o sucesso do veículo, a Innospace imediatamente passou a desenvolver o HANBIT NANO